# Гокінгпорт (Огайо)
Гокінгпорт (англ. Hockingport) — переписна місцевість (CDP) в США, в окрузі Афіни штату Огайо. Населення — 205 осіб (2020).

## Географія
Гокінгпорт розташований за координатами 39°11′37″ пн. ш. 81°44′31″ зх. д. / 39.19361° пн. ш. 81.74194° зх. д. (39.193645, -81.742068).  За даними Бюро перепису населення США в 2010 році переписна місцевість мала площу 1,22 км², з яких 1,10 км² — суходіл та 0,11 км² — водойми.

## Демографія
Згідно з переписом 2010 року, у переписній місцевості мешкало 212 осіб у 102 домогосподарствах у складі 58 родин. Густота населення становила 174 особи/км².  Було 144 помешкання (118/км²).
Расовий склад населення:
| - 98,1 % — білих - 1,4 % — чорних або афроамериканців |

До двох чи більше рас належало 0,5 %. Частка іспаномовних становила 0,0 % від усіх жителів.
За віковим діапазоном населення розподілялося таким чином: 19,3 % — особи молодші 18 років, 59,0 % — особи у віці 18—64 років, 21,7 % — особи у віці 65 років та старші. Медіана віку мешканця становила 46,2 року. На 100 осіб жіночої статі у переписній місцевості припадало 84,3 чоловіків;  на 100 жінок у віці від 18 років та старших — 81,9 чоловіків також старших 18 років.
За межею бідності перебувало 20,6 % осіб, у тому числі 20,9 % дітей у віці до 18 років та 31,6 % осіб у віці 65 років та старших.
Цивільне працевлаштоване населення становило 18 осіб. Основні галузі зайнятості: роздрібна торгівля — 100,0 %.